# 線紋無臂鰨
線紋無臂鰨（学名：Achirus lineatus）為輻鰭魚綱鰈形目鰨亞目無臂鰨科的其中一種，為熱帶魚類，分布於西大西洋區，從墨西哥灣北部至阿根廷半鹹水及海域，棲息深度可達20公尺，體長可達18公分，棲息在沿岸潟湖、河口區底層水域，以蠕蟲、甲殼類及小魚為食，生活習性不明，可作為觀賞魚。
其种加词“Lineatus”意为“线形的”。